# Schweizer Futsalmeisterschaft 2020/21
Die 15. Schweizer Meisterschaft im Futsal begann am 10. Oktober 2020 und endete nach nur zwei Spieltagen aufgrund der COVID-19-Pandemie vorzeitig am 17. Oktober 2020.
Da schon die Schweizer Futsalmeisterschaft 2019/20 abgebrochen wurde, nahmen die gleichen zehn Mannschaften teil. Durch den Abbruch wurde die Meisterschaft annulliert und es gibt keinen Meister 2020/21. Futsal Minerva hat den besten Punkte/Spiel-Koeffizienten der letzten drei Saisons, dementsprechend erhielt der Berner Verein die Berechtigung, an der UEFA-Futsal-Champions League 2021/22 teilzunehmen.
Nach den beiden Spieltagen stand der Schweizer Rekordnationalspieler Evangelos Marcoyannakis von Futsal Minerva an der Spitze der Torschützenliste mit fünf Treffern. Es folgten Alessandro Facchinetti (Futsal Maniacs) und Elie Dindamba (Futsal Team Fribourg Old Fox) mit vier Toren.

## Swiss Futsal Premier League – 2020/21
Durch die Annullierung gab es keinen Meister und keine Absteiger. 

### Swiss Futsal Premier League
|     | Verein                                      | R | S | U | N | Tore  | Diff. | Punkte |
| --- | ------------------------------------------- | - | - | - | - | ----- | ----- | ------ |
| 1.  | Futsal Maniacs                              | 2 | 2 | 0 | 0 | 12:2  | +10   | 6      |
| 2.  | Futsal Minerva                              | 2 | 2 | 0 | 0 | 16:5  | +11   | 6      |
| 3.  | FC Uetendorf                                | 2 | 1 | 1 | 0 | 9:8   | +1    | 4      |
| 4.  | FC Wil 1900 Futsal (damals FC Uzwil Futsal) | 1 | 1 | 0 | 0 | 5:2   | +3    | 3      |
| 5.  | Mobulu Futsal Uni Bern                      | 1 | 1 | 0 | 0 | 7:4   | +3    | 3      |
| 6.  | Futsal Team Fribourg Old Fox                | 2 | 1 | 0 | 1 | 12:10 | +2    | 3      |
| 7.  | Geneva Futsal                               | 2 | 0 | 1 | 1 | 6:9   | −3    | 1      |
| 8.  | Friends United                              | 2 | 0 | 0 | 2 | 8:21  | −13   | 0      |
| 9.  | Union 7 Futsal Club Zürich                  | 2 | 0 | 0 | 2 | 5:11  | −6    | 0      |
| 10. | Uni Futsal Team Bulle                       | 2 | 0 | 0 | 2 | 3:11  | −8    | 0      |

|     | Team                         | Maniacs | Minerva | Uetendorf | Wil  | Mobulu | Old Fox | Geneva | Friends | Union | Bulle |
| --- | ---------------------------- | ------- | ------- | --------- | ---- | ------ | ------- | ------ | ------- | ----- | ----- |
| 1.  | Futsal Maniacs               |         | n.g.    | n.g.      | n.g. | n.g.   | n.g.    | n.g.   | n.g.    | 4:1   | 8:1   |
| 2.  | Futsal Minerva               | n.g.    |         | n.g.      | n.g. | n.g.   | n.g.    | n.g.   | n.g.    | n.g.  | n.g.  |
| 3.  | FC Uetendorf                 | n.g.    | n.g.    |           | n.g. | n.g.   | 5:4     | n.g.   | n.g.    | n.g.  | n.g.  |
| 4.  | FC Wil 1900 Futsal           | n.g.    | n.g.    | n.g.      |      | n.g.   | n.g.    | 5:2    | n.g.    | n.g.  | n.g.  |
| 5.  | Mobulu Futsal Uni Bern       | n.g.    | n.g.    | n.g.      | n.g. |        | n.g.    | n.g.   | n.g.    | n.g.  | n.g.  |
| 6.  | Futsal Team Fribourg Old Fox | n.g.    | n.g.    | n.g.      | n.g. | n.g.   |         | n.g.   | 8:5     | n.g.  | n.g.  |
| 7.  | Geneva Futsal                | n.g.    | n.g.    | 4:4       | n.g. | n.g.   | n.g.    |        | n.g.    | n.g.  | n.g.  |
| 8.  | Friends United               | n.g.    | 3:13    | n.g.      | n.g. | n.g.   | n.g.    | n.g.   |         | n.g.  | n.g.  |
| 9.  | Union 7 Futsal Club Zürich   | n.g.    | n.g.    | n.g.      | n.g. | 4:7    | n.g.    | n.g.   | n.g.    |       | n.g.  |
| 10. | Uni Futsal Team Bulle        | n.g.    | 2:3     | n.g.      | n.g. | n.g.   | n.g.    | n.g.   | n.g.    | n.g.  |       |

n.g. = nicht gespielt